# Echinopsis tegeleriana
Echinopsis tegeleriana es una especie de plantas de la familia Cactaceae. Es endémica de Junín en Perú. Es una especie inusual en las colecciones.

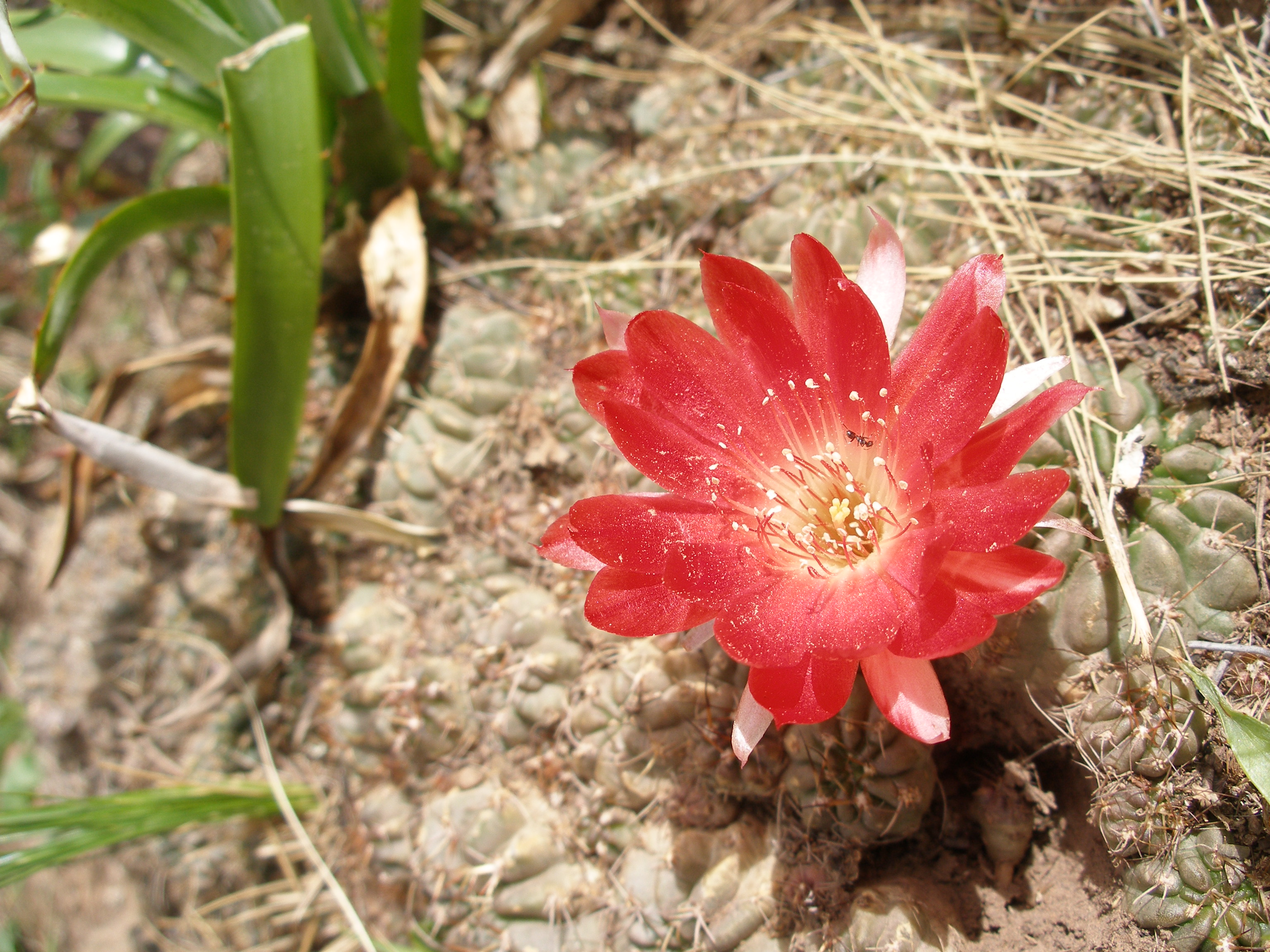
Detalle de la flor

## Descripción
Echinopsis tegeleriana crece individualmente o en ocasiones formando pequeños grupos. Los tallos son esféricos, verdes con  brotes que alcanzan un diámetro de hasta 9 cm. Ellos forman una gran raíz primaria. Tiene alrededor de 16 costillas disponibles, que se dividen en jorobas, en ellas se encuentra las areolas que son alargadas y están distanciasdas  a 1,7 cm. De ella surgen de diez a doce espinas de color cuerno, ligeramente curvas  que tienen una cabeza más oscuro y tienen una longitud de 1 a 2 cm. Las flores son de color  rojo al naranja o amarillo y tienen una garganta más o menos rosa-naranja y aparecen de lado en los brotes. Miden hasta 4 centímetros de largo. En relación con la floración el revestimiento del tubo de la corola es corto. Las frutas son esféricas, verdes y de piel fina y jugosa. Por lo general son espinosas con el aumento de la madurez y alcanzan un diámetro de hasta 2,5 centímetros.

## Taxonomía
Echinopsis tegeleriana fue descrita por (Backeb.) D.R.Hunt y publicado en Bradleya; Yearbook of the British Cactus and Succulent Society 5: 92. 1987.
Etimología
Ver: Echinopsis
tegeleriana epíteto otorgado en honor del consejero de la ciudad de Hamburgo Wilhelm Tegeler.
Sinonimia
- Lobivia tegeleriana
- Acantholobivia tegeleriana
- Lobivia incuiensis
- Acantholobivia incuiensis
- Lobivia akersii[3]